# Bléneau
Bléneau – miejscowość i gmina we Francji, w regionie Burgundia-Franche-Comté, w departamencie Yonne.
Według danych na rok 1990 gminę zamieszkiwało 1585 osób, a gęstość zaludnienia wynosiła 40 osób/km² (wśród 2044 gmin Burgundii Bléneau plasuje się na 135. miejscu pod względem liczby ludności, natomiast pod względem powierzchni na miejscu 76.).